# Юрсе
Юрсе́ (фр. Urçay) — коммуна во Франции, находится в регионе Овернь. Департамент коммуны — Алье. Входит в состав кантона Серийи. Округ коммуны — Монлюсон.
Код INSEE коммуны — 03293.

## Население
Население коммуны на 2008 год составляло 287 человек.
| 1962 | 1968 | 1975 | 1982 | 1990 | 1999 | 2008 |
| ---- | ---- | ---- | ---- | ---- | ---- | ---- |
| 403  | 428  | 390  | 324  | 294  | 298  | 287  |

## Экономика
В 2007 году среди 168 человек в трудоспособном возрасте (15—64 лет) 118 были экономически активными, 50 — неактивными (показатель активности — 70,2 %, в 1999 году было 73,9 %). Из 118 активных работали 98 человек (59 мужчин и 39 женщин), безработных было 20 (10 мужчин и 10 женщин). Среди 50 неактивных 7 человек были учащимися или студентами, 22 — пенсионерами, 21 были неактивными по другим причинам.

## Достопримечательности
- Церковь Сен-Мартен (XII—XIII века)
- Разноцветный мост
- Старая станция